# Vista-Klasse (2016)
Die Vista-Klasse ist eine Baureihe von Panamax-Kreuzfahrtschiffen, die für das britisch-amerikanische Kreuzfahrtunternehmen Carnival Corporation & plc entwickelt wurde. Seit 2014 werden die Schiffe durch den italienischen Schiffbaukonzern Fincantieri gebaut. Betrieben werden sie von den Marken Carnival Cruise Line und Costa Crociere.

## Geschichte
Im Oktober 2012 bestellte Carnival Corporation & plc zwei Schiffe bei Fincantieri, die Carnival Vista als Typschiff der zweiten Vista-Klasse und die Koningsdam als Typschiff der Pinnacle-Klasse.
Im Dezember 2014 wurden zwei jeweils baugleiche Schiffe, darunter die Carnival Horizon der Vista-Klasse und ein Schiff der Pinnacle-Klasse für die Holland-America Line, bestellt. Die Carnival Horizon als insgesamt zweites Schiff der Klasse wurde am 5. April 2016 auf Kiel gelegt und am 28. März 2018 abgeliefert.
Im März 2015 bestellte Carnival Corporation & plc bei Fincantieri fünf Schiffe unbestimmter Klassen unter Vorbehalt. Im Dezember 2015 bestätigte Carnival Corporation & plc seine Bestellung über insgesamt vier weitere Schiffe bei Fincantieri, davon drei Schiffe der Vista-Klasse, wovon zwei für die Costa Crociere und eines für die P&O Cruises Australia bestimmt waren. Als insgesamt drittes Schiff dieser Klasse für die Carnival Cruise Line wurde das ursprünglich für die P&O Cruises Australia vorgesehene Schiff unter dem Namen Carnival Panorama am 10. Januar 2018 in Marghera auf Kiel gelegt. Es wurde am 29. Oktober 2019 abgeliefert.
Der Bau des zweiten Schiffes für Costa Crociere, der Costa Firenze, begann am 25. Mai 2018. Sie wurde im Dezember 2020 abgeliefert.
Die Baukosten betragen 780 Millionen US-Dollar pro Schiff.
Neben den in Italien gebauten Schiffen baut auch Shanghai Waigaoqiao Shipbuilding (SWS) zwei Schiffe der Vista-Klasse für die Marke Adora Cruises, einem ehemaligen Joint Venture zwischen der Carnival Corporation und der China State Shipbuilding Corporation (CSSC). Des Weiteren wurden Optionen über vier weitere Schiffe vereinbart.

## Schiffe
| Bauname           | Bauwerft/ Baunummer          | IMO-Nr. | Ablieferung       | Vermessung  | Reederei             | Status/Verbleib                                     |
| ----------------- | ---------------------------- | ------- | ----------------- | ----------- | -------------------- | --------------------------------------------------- |
| Carnival Vista    | Fincantieri, Monfalcone 6242 | 9692569 | April 2016        | 133.596 BRZ | Carnival Cruise Line | Typschiff, in Dienst für Carnival Cruise Line       |
| Carnival Horizon  | Fincantieri, Marghera 6243   | 9767091 | März 2018         | 133.596 BRZ | Carnival Cruise Line | in Dienst für Carnival Cruise Line                  |
| Costa Venezia     | Fincantieri, 6271            | 9801689 | 28. Februar 2019  | 135.225 BRZ | Costa Crociere       | seit 2023 Carnival Venezia bei Carnival Cruise Line |
| Carnival Panorama | Fincantieri, 6272            | 9802384 | 29. Oktober 2019  | 133.868 BRZ | Carnival Corp.       | so in Fahrt                                         |
| Costa Firenze     | Fincantieri, 6273            | 9801691 | 22. Dezember 2020 | 135.500 BRZ | Costa Crociere       | seit 2024 Carnival Firenze bei Carnival Cruise Line |
| Adora Magic City  | SWS, H1508                   | 9871036 | 4. November 2023  | 136.201 BRZ | Adora Cruises        | so in Fahrt                                         |
| Adora Flora City  | SWS, H1509                   | 9871048 |                   |             | Adora Cruises        | im Bau                                              |